# BOT Górnictwo i Energetyka
BOT Górnictwo i Energetyka S.A. (skrót BOT od Bełchatów – Opole – Turów) – polski holding energetyczny istniejący w latach 2004–2007, w skład którego wchodziły spółki: Elektrownia Bełchatów SA, Elektrownia Opole SA, Elektrownia Turów SA, Kopalnia Węgla Brunatnego Bełchatów SA oraz Kopalnia Węgla Brunatnego Turów SA. Holding stracił samodzielność w wyniku procesu konsolidacji pionowej polskiej energetyki. Spółka wraz z PSE SA była trzonem aktywów tworzących Polską Grupę Energetyczną. Następcą prawnym i organizacyjnym jest spółka PGE Górnictwo i Energetyka Konwencjonalna SA.

## Powstanie holdingu BOT
Początki tworzenia holdingu BOT sięgają stycznia 2003 i przyjętego przez rząd Programu realizacji polityki właścicielskiej Ministra Skarbu Państwa w odniesieniu do sektora elektroenergetycznego, zakładającego m.in. powstanie holdingu. W marcu 2004 Elektrownia Bełchatów S.A., Elektrownia Opole S.A., Elektrownia Turów S.A., Kopalnia Węgla Brunatnego Bełchatów S.A., Kopalnia Węgla Brunatnego Turów S.A. powołały do życia BOT Górnictwo i Energetyka S.A. z siedzibą w Łodzi o kapitale zakładowym 15 mln zł. Następnie minister skarbu państwa, jako jedyny akcjonariusz spółek holdingu wniósł aportem 69 procent akcji pięciu spółek, zwiększając kapitał zakładowy do ponad 3,8 mld zł. 22 października 2004 w Pałacu Poznańskiego w Łodzi odbyła się inauguracja działalności holdingu.
BOT w czasach swojego istnienia był największym producentem energii elektrycznej w Polsce. Moc posiadanych przez przedsiębiorstwo bloków energetycznych wynosiła 8078 MW, a roczna produkcja energii dochodziła do 51 TWh.
W 2007 roku w wyniku procesu konsolidacji aktywów energetycznych należących do skarbu państwa holding BOT został włączony do powstającej Polskiej Grupy Energetycznej. Aktywa wchodzące w skład BOT wraz z PSE SA (Polskie Sieci Elektroenergetyczne SA) stanowiły trzon organizacyjny nowej grupy. Obecnie elektrownie i kopalnie wchodzące w skład holdingu stanowią oddziały spółki PGE Górnictwo i Energetyka Konwencjonalna SA.